# Leung Ping-kwan

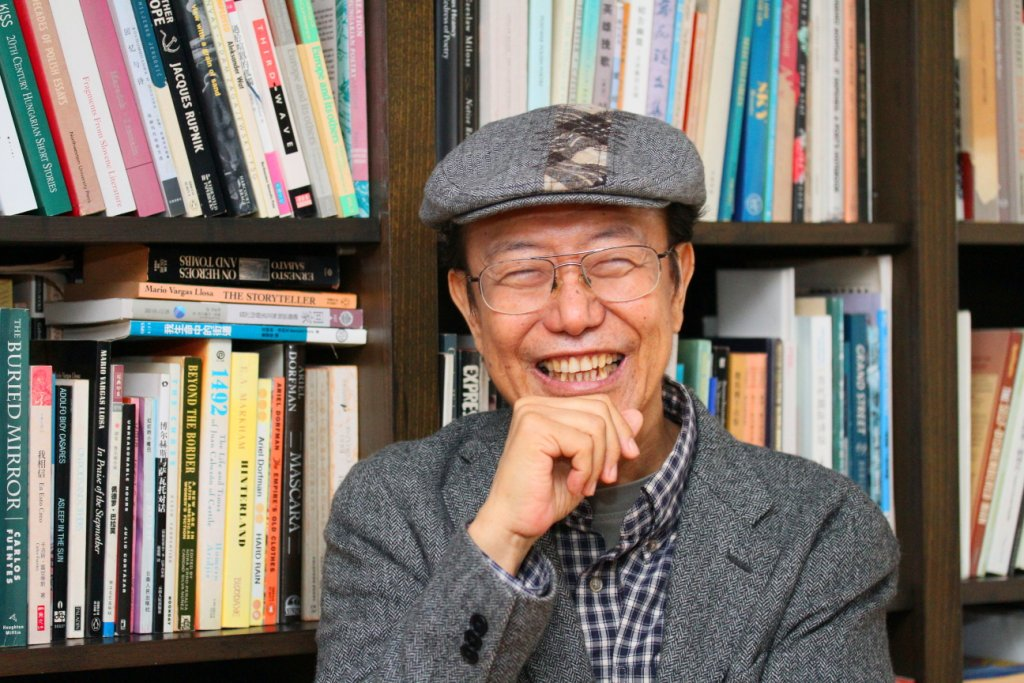
Leung Ping-kwan, 2015

Leung Ping-kwan (chinesisch 梁秉鈞 / 梁秉钧, Pinyin Liáng Bǐngjūn, Jyutping Loeng4 Bing2gwan1, * 20. April 1949 in Jiangmen Bezirk Xinhui, Republik China; † 5. Januar 2013 in Hongkong) war ein chinesischer Lyriker, Autor und Literaturwissenschaftler. Er lebte und arbeitete in Hongkong.

## Leben
Leung erhielt eine zweisprachige (englisch / chinesisch) Ausbildung in Hongkong und promovierte an der University of Southern California in San Diego Kalifornien in den USA. Seine Anfänge als Lyriker begannen in den 1960er Jahren, als er unter dem Pseudonym Ye Si (也斯,  Yě Sī, Jyutping Jaa5 Si1) seinen ersten von insgesamt 11 Lyrikbänden veröffentlichte. Es folgten Romane, Erzählungen, Reiseberichte und Essays.
Leungs Tätigkeiten umfassten Übersetzungen, Literaturkritiken und wissenschaftliche Arbeiten über Literatur, Kinematographie sowie die Kultur der Stadt Hongkong. Bei seinem Tode war er Professor für die chinesische Sprache an der Lingnan University in Hongkong.

## Ehrungen und Auszeichnungen
- 1997: Teilnehmer am Berliner Künstlerprogramm des DAAD.
- 2012: Ehrendoktor der Universität Zürich.
- 2012: Autor des Jahres bei der Buchmesse Hongkong des Jahres 2012.

## Veröffentlichungen
Poesie
- 1987: Islands and Continents.
  - 2010: als Taschenbuch: Hong Kong University Press, ISBN 978-9622098442.
- 1992: City at the End of Time. Zweisprachig, der englische Text von Gordon T. Osing. Twilight Books Co., University of Hong Kong, Hongkong.
- 2000: Dongxi (East-West).
- 2000: Seltsame Gedichte von Vögeln und Blumen, Gedichte; übersetzt von Wolfgang Kubin. Goethe-Institut, Hongkong.
- 2000: Von Politik und den Früchten des Feldes, Gedichte; übersetzt von Wolfgang Kubin. DAAD, Berliner Künstlerprogramm, Berlin, ISBN 3-89357-059-4.
- 2002: Travelling with a Bitter Melon, Anthologie. Zweisprachig, der englische Text von Martha P. Y. Cheung. Asia 2000, Hongkong.
- 2009: Von Jade und Holz, Gedichte; übersetzt und mit einer Nachbemerkung von Wolfgang Kubin. Drava Verlag, Klagenfurt, ISBN 978-3-85435-596-0.

Romane und Essays
- 1988: Drei Fische.
- 1994: Stadtmemoiren – Stadtgeschichten.
- 2000: Postkarten aus Prag.
- 2002: Walking in Berlin, Oxford University Press, Hongkong, ISBN 0-19-593834-8.
- 2009: Postkoloniale Affairen des Essens und der Liebe

Stadtkultur in Hongkong
- 1995: Hong Kong Culture, Xianggang wen hua, Hongkong.
- 2008: Mit Martin Zeller, Fotograf: The Diagonal Mirror: Space and Time in Photographing Hong Kong. Essays von Leung Ping-kwan und Heinz Stahlhut mit einem Vorwort von Wolfgang Kubin. Kehrer, Heidelberg, ISBN 978-3-939583-88-2.